# Vicente Berenguer

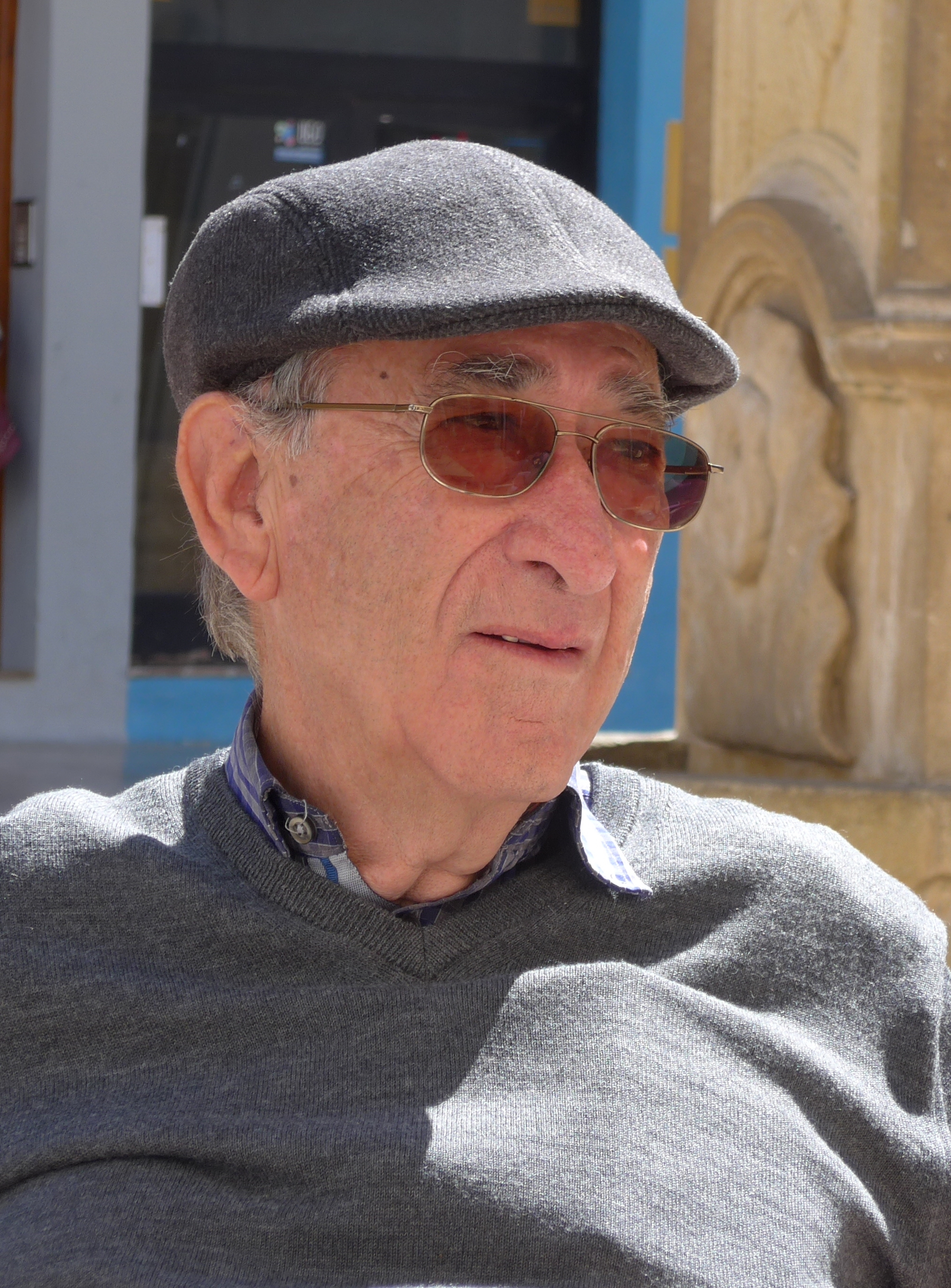
Pater Vicente Berenguer. Foto von 2018.

Pater Vicente Berenguer Llopis (* 5. Juli 1937 im spanischen Teulada) ist ein spanischer Ordensgeistlicher, der 50 Jahre in Mosambik wirkte und sich dort nicht nur seiner seelsorgerischen Arbeit widmete, sondern in besonderer Weise Einfluss auf das mosambikanische Bildungswesen ausgeübt hat. Diese Wirksamkeit erstreckte sich auf die Phasen des Befreiungskampfes, des Bürgerkriegs sowie der Nachkriegsentwicklung in Mosambik.

## Leben
Vicente Berenguer wurde in Teulada als Sohn eines Klavierlehrers, Organisten und Friedensrichters inmitten der Zeit des spanischen Bürgerkriegs geboren.
1955 trat er in das Priesterseminar von Valencia ein.
Seit 1960 setzte er sein Theologiestudium am „Instituto Español de Misiones Extranjeras“ (IEME) in Burgos fort, dem Seminar der spanischen katholischen Kirche für im Ausland tätige Missionare. Er unterbrach das Studium, um 1964/65 mit Straßenkindern im Zirkus der „Ciudad de los Muchachos“ zu leben und zu arbeiten.  Ein Jahr nach seiner Priesterweihe 1966 trat seine erste Missionarsstelle Mosambik an, das zu der Zeit „portugiesische überseeische Kolonie“ war.
Hier, in Moatize (Provinz Tete) wurde er schnell mit der kolonialen Wirklichkeit konfrontiert. In dem Steinkohleabbaugebiet von Moatize bestand seine Kirchengemeinde mehrheitlich aus belgischen und portugiesischen Betriebsangehörigen mit ihren Familien. Auch schulische Ausbildungsmöglichkeiten waren ausschließlich Weißen vorbehalten. Es gab formal eine Schulpflicht bis zum 15. Lebensjahr, die faktisch nur von den Kindern der Weißen wahrgenommen werden konnte. Für die Kinder der Einheimischen gab es in Moatize weder Schulgebäude noch Personal.
Nach acht Monaten Aufenthalt in Mosambik eröffnete der Pater eine eigene kleine Schule ausschließlich für die Kinder von einheimischen Schwarzen in einem leerstehenden Haus. In diese Zeit kam es zu ersten Kontakten mit der FRELIMO (Frente de Libertação de Moçambique). Damit kam er sofort in Konflikt mit der portugiesischen Kolonialverwaltung, die dafür sorgte, dass Vicente Berenguer auf eine kleine Missionsstation bei Changara, ebenfalls in der Provinz Tete, zwangsversetzt wurde. Auch hier gründete er 1969 ein Internat für 60 Kinder: die Finanzierung erfolgte durch den Betrieb einer Maismühle. Nebenbei beschäftigte sich der Pater mit einheimischen Bantusprachen. 1972 wurde auch dieses Internat durch die Portugiesen geschlossen, Berenguer wurde auf einen Verwaltungsposten versetzt. Auch jetzt gründete er umgehend wieder ein Internat.
Zu Beginn der 70er Jahre sah sich die portugiesische Kolonialmacht in Mosambik ebenso wie in ihren übrigen afrikanischen Kolonien mit immer stärker werdenden Unabhängigkeitsbewegungen konfrontiert, denen sie mit militärischen Mitteln, vor allem aber auch mit äußerst grausamen Übergriffen auf die Zivilbevölkerung begegnete. In Europa versuchte man dies zu vertuschen. Auch in der Nähe von Berenguers damaligem Wirkungsort in der Provinz Tete fanden eine ganze Reihe solcher Gemetzel an verschiedenen Dorfgemeinschaften statt, von denen die Weltöffentlichkeit kaum etwas erfuhr. Dann, am 16. Dezember 1972 ereignete sich das wenig später in Europa Betroffenheit hervorrufende Massaker von Wiriyamu. Padre Vicente Berenguer erhielt hiervon Kenntnis durch unmittelbare persönliche Berichte von Überlebenden und Zeugen.
1973 kehrte der Pater nach 6 Jahren zu seinem ersten Urlaub nach Spanien zurück. Es hatte bereits Drohungen von Seiten des portugiesischen Geheimdienstes PIDE gegeben. Als Berenguer nach vier Wochen wieder nach Mosambik zurückkehren wollte, wurde ihm von den portugiesischen Behörden das Visum verweigert.
Inzwischen war man auch in Europa auf die Gräuel der portugiesischen Kolonialtruppen aufmerksam geworden. Der britische katholische Geistliche Adrian Hastings hatte am 10. Juli 1973 am Vorabend eines Staatsbesuch des portugiesischen Ministerpräsidenten Marcelo Caetano in der Londoner The Times darüber berichtet. Seine Informationen stützten sich wesentlich auf die Berichte der „Burgos“ - Priester, also der spanischen Missionare des IEME, die in der Provinz Tete tätig waren. Nachdem sie ohne ersichtliche Konsequenzen versucht hatten, den Vatikan zu informieren, ging Vicente Berenguer zusammen mit seinem Ordensbruder Pater Julio Moure auf eine 20-tägige Reise durch England, Holland, Belgien und Deutschland, um die europäische Öffentlichkeit auf die Vorgänge in Mosambik aufmerksam zu machen. Die dadurch angestoßene Diskussion trug zur Schwächung der Regierung Caetano bei, die dann am 25. April 1974 im Rahmen der „Nelkenrevolution“ gestürzt wurde.
1974 nahm der Pater eine Lehrtätigkeit an einem Priesterseminar der IEME in Madrid an. Im gleichen Jahr besuchte er auf Einladung der MPLA (Movimento Popular de Libertação de Angola) Angola sowie auf Einladung von Samora Machel das Hauptquartier der FRELIMO in Daressalam. Machel bat Berenguer, zusammen mit einem weitern Burgos-Priester Leitlinien für ein mosambikanisches Erziehungssystem nach der angestrebten Unabhängigkeit von Portugal zu entwerfen. Die zeitgleich stattfindenden Guerilla-Kämpfe in Mosambik führten dann am 7. September 1974 zum Abkommen von Lusaka über einen friedlichen Übergang zur Unabhängigkeit sowie am 25. Juni 1975 zur Unabhängigkeit Mosambiks mit dem marxistisch-leninistischen ersten Regierungschef Samora Machel. Bereits im November 1974 war Vicente Berenguer nach Changara zurückgekehrt, eröffnete dort eine Pfarrgemeinde und übte Unterrichtstätigkeiten aus.
1976 wurde Vicente Berenguer zum Direktor der Schule für Industrie und Handel ernannt und lehrte hier in den Bereichen Geographie, Geschichte und Wirtschaftspolitik. Er arbeitete eng mit der damaligen Erziehungsministerin Graça Machel (Ehefrau von Samora Machel bis zu dessen Ermordung, später Ehefrau von Nelson Mandela) auf dem Gebiet der Schulentwicklung zusammen. Bei aller Nähe zur FRELIMO bewahrte er sich eine kritische Distanz gegenüber einer zunehmenden Fanatisierung, was ihm als Folge einer Denunziation eine dreitägige Inhaftierung in Tete und Maputo einbrachte. Inzwischen hatte sich mit rhodesischer und südafrikanischer Unterstützung die Guerillagruppe RENAMO (Resistencia Nacional Moçambicana) gebildet, deren Aktivitäten gegen die FRELIMO 1977 zu einem 15 Jahre währenden, äußerst grausamen Bürgerkrieg führten. Graça Machel bot Berenguer 1979 die Mitarbeit im Erziehungsministerium an, wo er 10 Jahre lang die Abteilung für Schulentwicklung leitete. Insbesondere die Entwicklung von Modellen für das ländliche Schulwesen bildete seinen Schwerpunkt, hierzu reiste er auch nach Kuba, Sambia und Portugal. Auch in dieser Zeit beließ er es nicht bei Verwaltungs- und Leitungsaufgaben. Er initiierte den Bau einer Internatsschule in N’Kondezi/Provinz Tete, die mit Hilfe deutscher Unterstützergruppen (Lennestadt, Hungen) 1982 eröffnet werden konnte. Die Gebäude dieser Einrichtung wurden im Laufe des Bürgerkriegs weitgehend zerstört.
Seit 1985 war der Pater parallel zu seiner Arbeit im Erziehungsministerium wieder als Gemeindepfarrer in einem der Bairros (zunächst Malhangalene) von Maputo tätig. Noch während des Bürgerkriegs bemühte er sich um Bau oder Wiederaufbau verschiedener Bildungseinrichtungen in den Bairros der Hauptstadt von Mosambik. In dieser Zeit hielt er den Kontakt zu seinen Unterstützergruppen in Spanien und Deutschland. Es wurden verschiedene Projekte geplant, von denen einige erst nach Beendigung des Bürgerkriegs 1992 realisiert werden konnten. So wurde z. B. die Internatsschule von N’Kondezi im Norden Mosambiks mit Hilfe der Anne-Frank-Schule in Lennestadt in den 90er Jahren zum zweiten Male errichtet. Die Jahre nach dem Friedensschluss 1992 waren geprägt von mehreren Wechseln der Pfarrstellen in den Bairros von Maputo (Malanghalene, Laulane, Mahotas), wobei Vicente Berenguer den Bau einer Vielzahl von sowohl kirchlichen (Kirchen, Pfarrhäuser, Missionsschulen) als auch öffentlichen Einrichtungen (Primar-, Sekundar- und Berufsschulen, Kindergärten, Altenheime, Wohnhäuser u. a. m.) für die Bairro-Bewohner initiierte. Finanziert wurden diese Projekte baulicherseits mit EU-, Bundes- und Ländermitteln sowie privaten Spenden vor allem aus Spanien und Deutschland. Hierbei spielten auch die Unterstützergruppen in Europa eine wesentliche Rolle. Die personelle Ausstattung und Führung dieser Einrichtungen wurde jeweils in mosambikanische kirchliche, kommunale oder staatliche Hände gelegt.
Nach 20 Jahren äußerst erfolgreicher Tätigkeit in den Bairros von Maputo verlegte Padre Vicente seinen Wohn- und Wirkort nach Ressano Garcia. Dies ist eine kleine Stadt an der Grenze zu Südafrika mit erheblichen Strukturproblemen, die wesentlich durch die Kontraste zwischen dem armen Mosambik und dem reichen Südafrika (Arbeitsmigration, Schmugglerwesen, Kriminalität etc.) hervorgerufen werden. 2005 wurde Vicente Berenguer dort Gemeindepfarrer der neugegründeten Pfarrei San José.
In Ressano Garcia initiierte der Pater neben seiner seelsorgerischen Tätigkeit umfangreiche Bildungs- und Infrastrukturmaßnahmen. Hierzu gehörten der Wiederaufbau der Kirche von Ressano Garcia, der Bau eines großen Schulzentrums mit einer Sekundarschule für 900 Schüler einschließlich eines Internats für 90 Jugendliche. Weiterhin wurden 2 örtliche Primarschulen erweitert und renoviert sowie Elektrizitäts- und Wasserversorgungseinrichtungen geschaffen. Auch im Umfeld von Ressano Garcia wurden in fünf Dörfern Kindergärten, Lehrerhäuser sowie Brunnen angelegt.
Bis zu seiner dauerhaften Rückkehr nach Spanien im Jahre 2016 hatte Vicente Berenguer Schul-, Betreuungs- und Ausbildungsplätze für insgesamt etwa 60.000 mosambikanische Jugendliche initiiert und betreut.

## Theologisch-politischer Hintergrund
Die zahlreichen Spuren des Wirkens von Vicente Berenguer machen deutlich, dass er seine Missionstätigkeit nicht als rein geistlichen Auftrag im Sinne des christlich-katholischen Glaubens verstand, in dem er tief verwurzelt ist. Die Erfahrungen im Unabhängigkeitskampf sowie dem Bürgerkrieg in Mosambik, seine Nähe zu deren Protagonisten Samora und Graça Machel, ebenso wie seine Reisen z. B. nach Angola und Kuba legen einen Bezug zu der „Befreiungstheologie“ nahe. Dabei ging es ihm während der Unabhängigkeitsstrebens in Mosambik um eine Verbesserung der existenziellen Situation vor allem der unter der portugiesischen Kolonialmacht leidenden Bevölkerung in Mosambik: „Bevor ich die Seele dieser armen Geschöpfe rette, muss ich erst ihr Leben retten, denn die Einheimischen waren ja nichts anderes als die Sklaven der Portugiesen“. Während des Bürgerkriegs und in der Zeit danach versuchte Berenguer stets, spirituelle sowie materielle Bedürfnisse der Menschen in seinen Pfarrgemeinden zu vereinen, wobei er Bildung und Erziehung als zentrale Ansatzpunkte für eine humanistische Gesellschaftsentwicklung betrachtete. Am Ende seiner Tätigkeit in Mosambik sah er die Ziele, unter denen er während des Unabhängigkeitsstrebens Mosambiks angetreten war, angesichts des heutigen Regierungshandelns sehr gefährdet.
„Es ist eine Konsumgesellschaft entstanden, die die Armen ausbeutet und ausschließt. Es geht ums Haben und nicht ums Sein. Das Streben nach politischer und ökonomischer Macht hat große soziale Unterschiede geschaffen“. Im Bildungssektor kritisiert er insbesondere die zunehmende Privatisierung und die Vernachlässigung einer qualifizierten staatlichen Ausbildung von Pädagogen.

## Wirkung in Deutschland
Am 9. August 1973 interviewte M. Schulz von der Katholischen Nachrichtenagentur (KNA) die beiden Burgos-Priester, woraufhin vielbeachtete Artikel z. B. im „Spiegel“,  der „Zeit“ und der „Frankfurter Rundschau“ veröffentlicht wurden. Es wurden allerdings auch Gegenstimmen laut. So wurde eine Debatte angestoßen, die wesentlich dazu beitrug, dass Portugal nicht weiter in seinem Bemühen unterstützt wurde, die Massaker in Mosambik zu vertuschen und weiterhin eine äußerst repressive Kolonialpolitik zu verfolgen. Ebenso wurde eine kolonialismuskritische Stimmung erzeugt, die z. B. auch das Engagement westdeutscher Firmen an Großprojekten wie dem Bau des Staudamms von Cahora Bassa in Frage stellte.
Während seiner Reise durch einige europäische Länder im Jahre 1973 im Zusammenhang mit dem Massaker von Wiriyamu hatte Vicente Berenguer verschiedene Kontakte geknüpft, so auch mit der Journalistin Elisabeth Becker. Sie veröffentlichte 1975 einen Aufruf zur Unterstützung beim Aufbau von Schulen in Mosambik. Diesem folgte zunächst die Anne-Frank-Hauptschule in Lennestadt, die sich zunächst wesentlich für die Verwirklichung des Internatsprojekts in N’Kondezi/Tete engagierte. Diesem Beispiel folgten andere deutsche Schulen in Hungen, Altena und Weyhe, die in unterschiedlicher Weise dazu beitrugen, dass die Schulbauprojekte des Paters in den Provinzen Tete und Cabo Delgado, in den Bairros von Maputo sowie in Ressano Garcia realisiert werden konnten. Einen wesentlichen Anteil an der Integration und Unterstützung dieser auf Mosambik fokussierten entwicklungspolitischen Aktivitäten der deutschen Schulen hatte der in Bielefeld ansässige Koordinierungskreis Mosambik.

## Würdigungen
Für seine Arbeit in Mosambik erfuhr Pater Vicente Berenguer zahlreiche Anerkennungen. So wurde er in Mosambik bereits 1985 für seine Verdienste während der Jahre nach der Unabhängigkeit geehrt, 2012 auch durch die Stadt Ressano Garcia und die Regierung von Mosambik (Mención de Honor). Ebenso wurden ihm in seiner Heimatgemeinde (Teulada) und Heimatregion (Xàbia) mehrere hohe Ehrungen zuteil. 2017 wurde Berenguer Ehrenbürger (Hijo Adoptivo) der Stadt Valencia.
Als Ausdruck dafür, dass sein Wirken in Europa politisch gewürdigt wurde, kann der Besuch der spanischen Königin im Jahre 1998 gesehen werden. 2006 wurde eine der von Vicente Berenguer initiierten Schulbauten in Romao/Maputo von der Gattin des damaligen Bundespräsidenten, Frau Eva-Luise Köhler, eröffnet.